# Bela Vista do Maranhão
Bela Vista do Maranhão é um município brasileiro do estado do Maranhão. Sua população estimada em 2010 era de 11.946 habitantes. 
As terras onde se encontra o município de Bela Vista foi habitada por cearenses fugidos da seca que assolava seu estado.

## História
Em 1994, foi elevado à categoria de município e distrito com a denominação de Bela Vista do Maranhão, desmembrado da cidade de Vitória do Mearim.

## Geografia
A área do município de Bela Vista do Maranhão é de 147,949 quilômetros quadrados, o que o coloca na posição 215 dentre as 217 cidades do estado do Maranhão.
Demografia
De acordo com o Censo Demográfico de 2022, a população da cidade de Bela Vista do Maranhão era de 11.750 habitantes e a densidade demográfica era de 79,42 habitantes por quilômetro quadrado. Comparando-se com outros municípios do estado do Maranhão, ficava nas posições 151 e 11 de 217. Já a estimativa populacional para o ano de 2024 era de 12.073 pessoas.
Educação
Em 2010, a taxa de escolarização de 6 a 14 anos de idade do município de Bela Vista do Maranhão era de 98,5%. Comparando-se com outras cidades do estado do Maranhão, ficava na posição 13 de 217. Já o Índice de Desenvolvimento da Educação Básica (IDEB), no ano de 2023, para os anos iniciais do ensino fundamental na rede pública era 4,8 e para os anos finais, 4,2.
| Taxa de escolarização de 6 a 14 anos de idade [2010]             | 98,5 %           |
| IDEB – Anos iniciais do ensino fundamental (Rede pública) [2023] | 4,8              |
| IDEB – Anos finais do ensino fundamental (Rede pública) [2023]   | 4,2              |
| Matrículas no ensino fundamental [2023]                          | 2.768 matrículas |
| Matrículas no ensino médio [2023]                                | 342 matrículas   |
| Docentes no ensino fundamental [2023]                            | 111 docentes     |
| Docentes no ensino médio [2023]                                  | 23 docentes      |
| Número de estabelecimentos de ensino fundamental [2023]          | 17 escolas       |
| Número de estabelecimentos de ensino médio [2023]                | 2 escolas        |

Fonte: IBGE
Economia
Em 2021, o PIB per capita do município de Bela Vista do Maranhão era de R$ 9.480,51. Comparando-se com outros municípios do Estado, ficava na posição 100 de 217. Já o percentual de receitas externas em 2023 era de 95,95%, o que o colocava na posição 43 de 217.
| Salário médio mensal dos trabalhadores formais [2022]                                             | 1,8 salários mínimos |
| Pessoal ocupado [2022]                                                                            | 704 pessoas          |
| População ocupada [2022]                                                                          | 5,99 %               |
| Percentual da população com rendimento nominal mensal per capita de até 1/2 salário mínimo [2010] | 52 %                 |

Fonte: IBGE
Saúde

Em 2022, a taxa de mortalidade infantil média na cidade de Bela Vista do Maranhão era de 18,87 para 1.000 nascidos vivos. Já as internações devido a diarreias era de 1.089,4 para cada 1.000 habitantes. Comparando-se com todos os municípios do Estado, ficava nas posições 62 e 23 de 217. Em 2009, a cidade de Bela Vista do Maranhão possui 7 estabelecimentos de saúde ligados ao Sistema Único de Saúde (SUS).